# ピオノノ
ピオノノ（Pionono）はスペイン（特にグラナダ）、フィリピン、南アメリカ、カリブ諸国で好まれている、甘い焼き菓子（ペイストリー）である。ハムやチーズなどがつかわれ甘くない場合もある。ピオノノの名は、ローマ教皇ピウス9世のイタリア語読み（Pío Nono）に由来する。

## 各国のピオノノ

### スペイン
スペインにおいてピオノノといえば、グラナダ県の小さな町サンタ・フェに伝統的に伝わる、一口サイズの焼き菓子である。ピオノノは二つの構成要素がある。型にいれて焼き、心地よいテクスチャーをうみだす何種類かの甘いシロップをしみこませた薄い層状に巻かれた部分と、キャラメリゼされた砂糖をのせた、王冠のような形のクリーム部分である。

### フィリピン

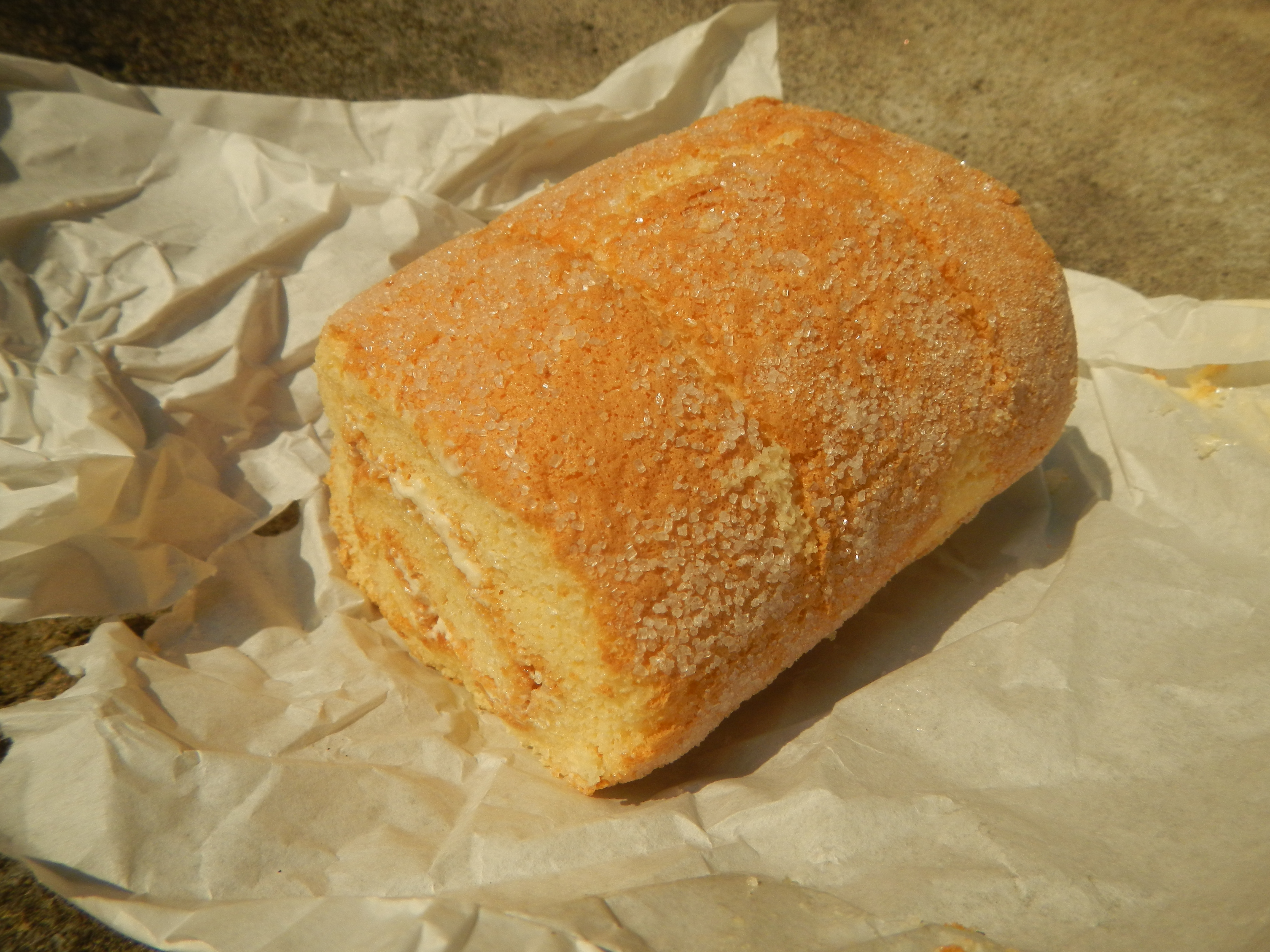
ブラカン州のピオノノ

フィリピンでは、ピアニョノ（Pianono）の名のほうがより一般的である。ピアニョノは、スポンジケーキ、より正確にはロールケーキである。卵、砂糖、ふるった小麦粉をべーキングシートを敷いた型に流して焼くことで生地がつくられる。焼きあがったら一度冷ましてから、生地のうえにジャムやゼリーを塗り、端から巻き上げる。フィリング（詰め物）としてもっとも一般的で古くからあるのは、シンプルに砂糖とバター（またはマーガリン）だけを使ったもので、これは同じフィリピンのスポンジケーキの菓子マモン(mamón)も同様である。ただし現代のピアニョノは、フロスティングをのせたりするし、フィリングにも様々な種類がある。

### 南アメリカとキューバ
アルゼンチン、ウルグアイ、パラグアイ、ベネズエラ、コロンビア、ペルーなどの南米諸国やキューバでも、ピオノノはやはり小麦粉、卵、砂糖をつかった生地をベーキングシートにのせて焼くが、フィリングにはドゥルセ・デ・レチェが使われ、ウオールナッツや、イチゴのような果物とホイップクリームが混ぜられることもある。ハム、チーズ、トマト、マヨネーズ、あるいはアスパラガスとレタスのハムサラダや、チキンサラダやツナサラダまで使った、甘くないバージョンもある。キューバや、スペイン本国をはじめスペイン語がつかわれる国では、このようなロールケーキがブラソ・デ・ヒタノ（Brazo de Gitano)という名前で呼ばれることもある。ウルグアイでは、マッシーニ（massini)という似たようなスポンジ菓子があるが、これは生地を巻かずにホイップクリームをはさんだり、上に卵黄を縫って焼いたりする。

### プエルトリコ
プエルトリコのピオノノは、熟して皮が黄色になったプランテンがフィリングをはさむ「パン」代わりに使われる。プランテンは縦に切った後に熱を加えて、フィリングをはさみやすいように柔らかくする。ピカディージョ、シーフード、ランチョンミート、チーズをのせた野菜などが一般的なフィリングである。調理方法は、小麦と卵のバッター液につけて揚げれられるか、バッター液は使わずにベイクトされるかのいずれかである。

## ギャラリー

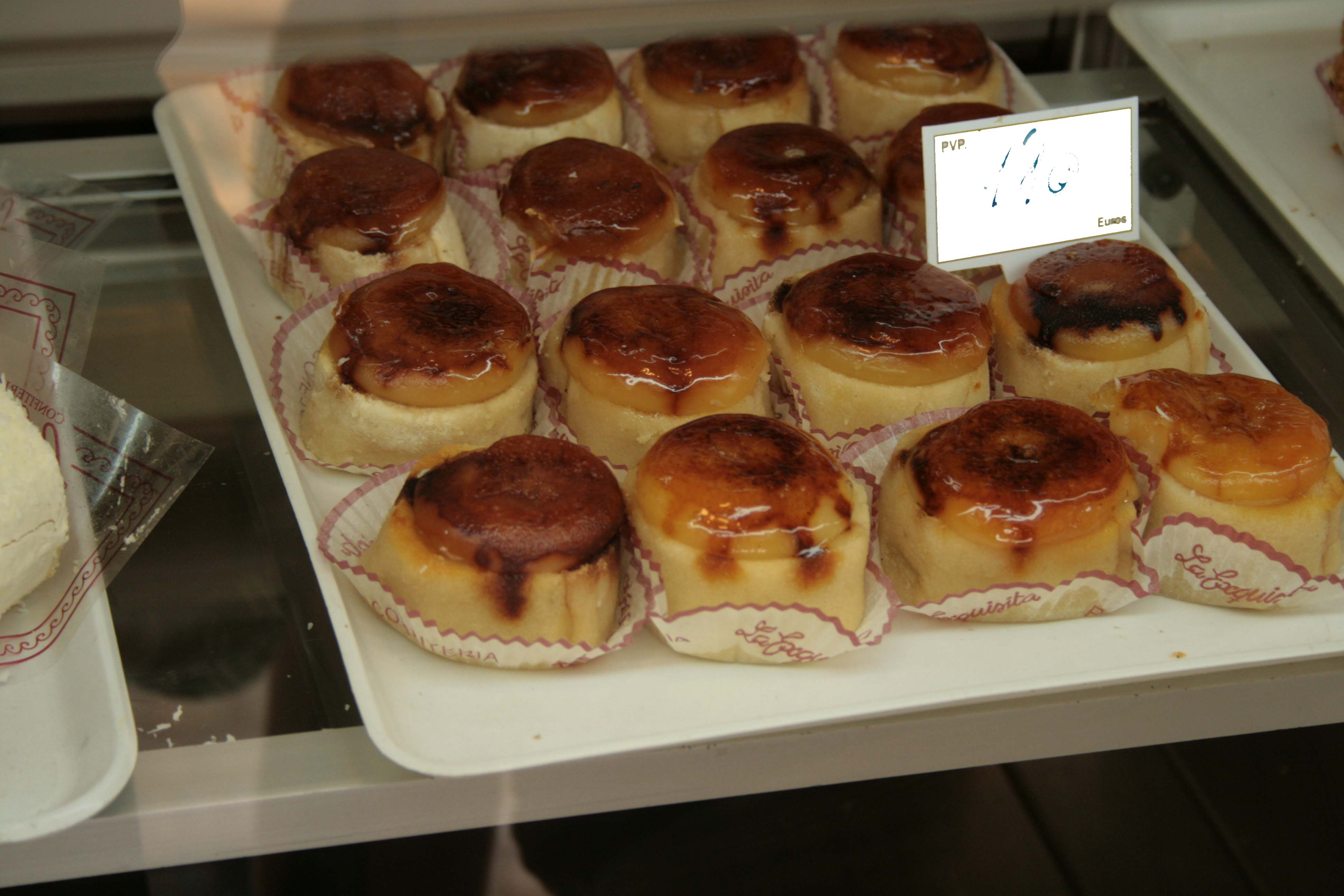
マラガ（スペイン）
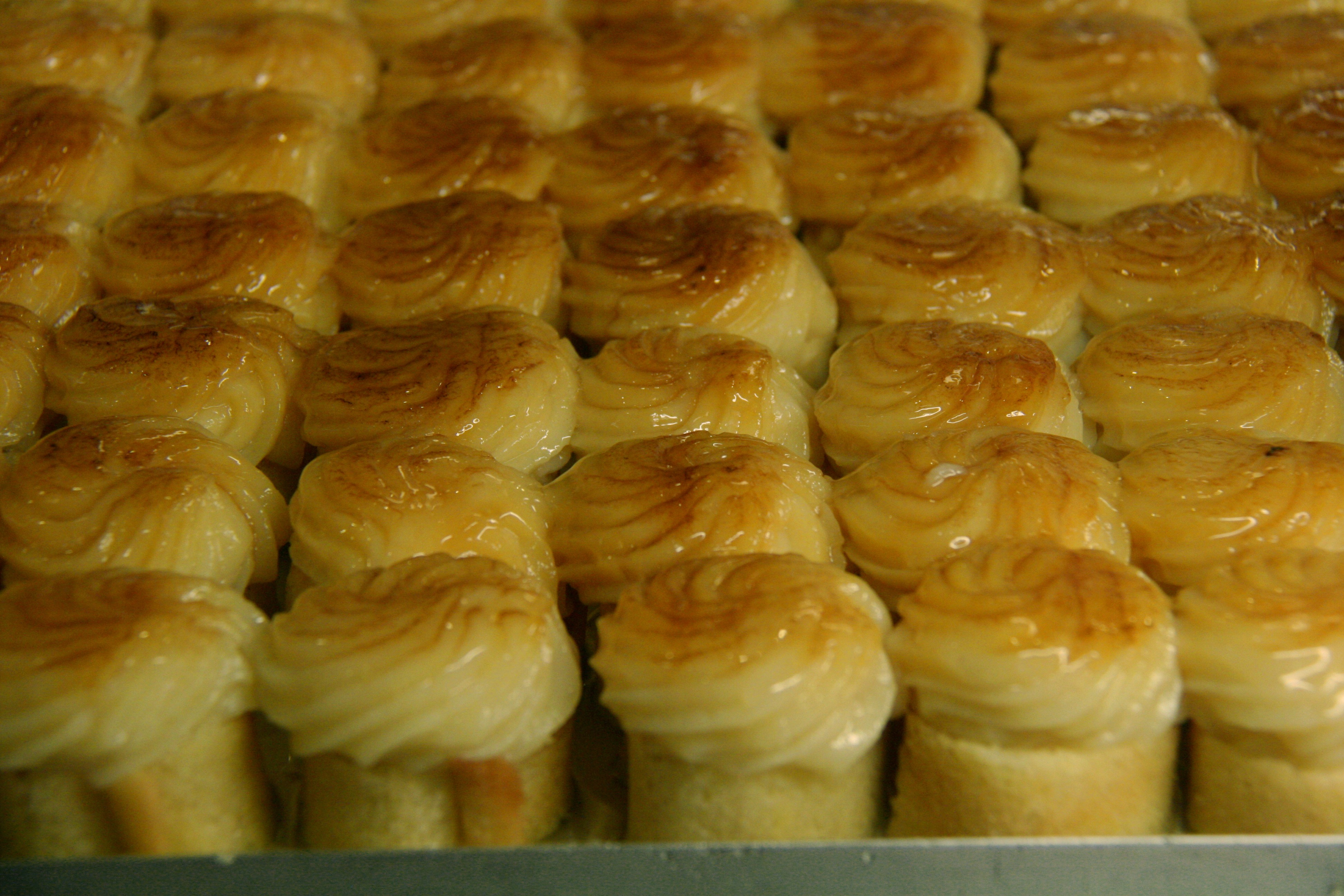
サンタ・フェ（スペイン）
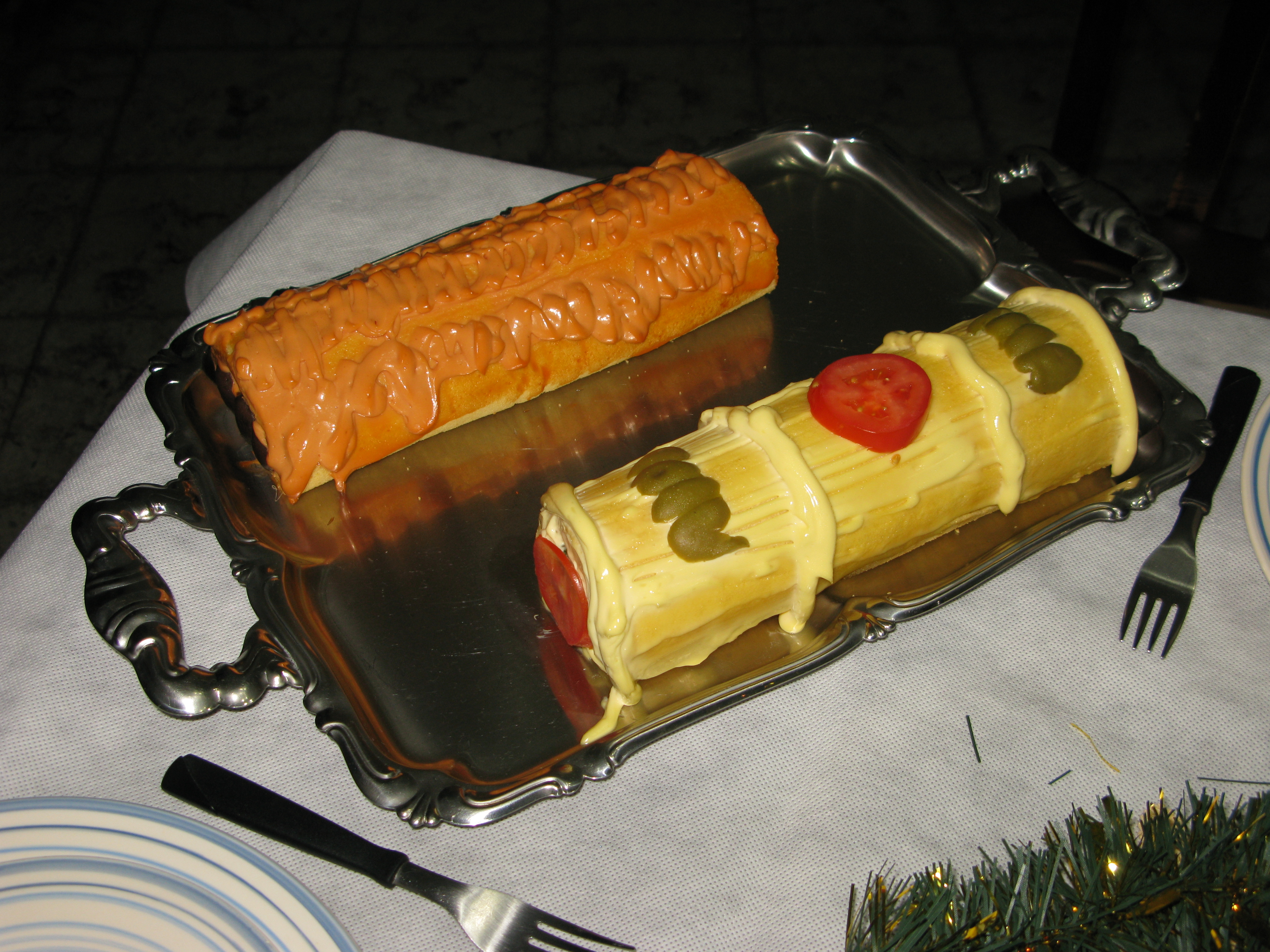
アルゼンチン
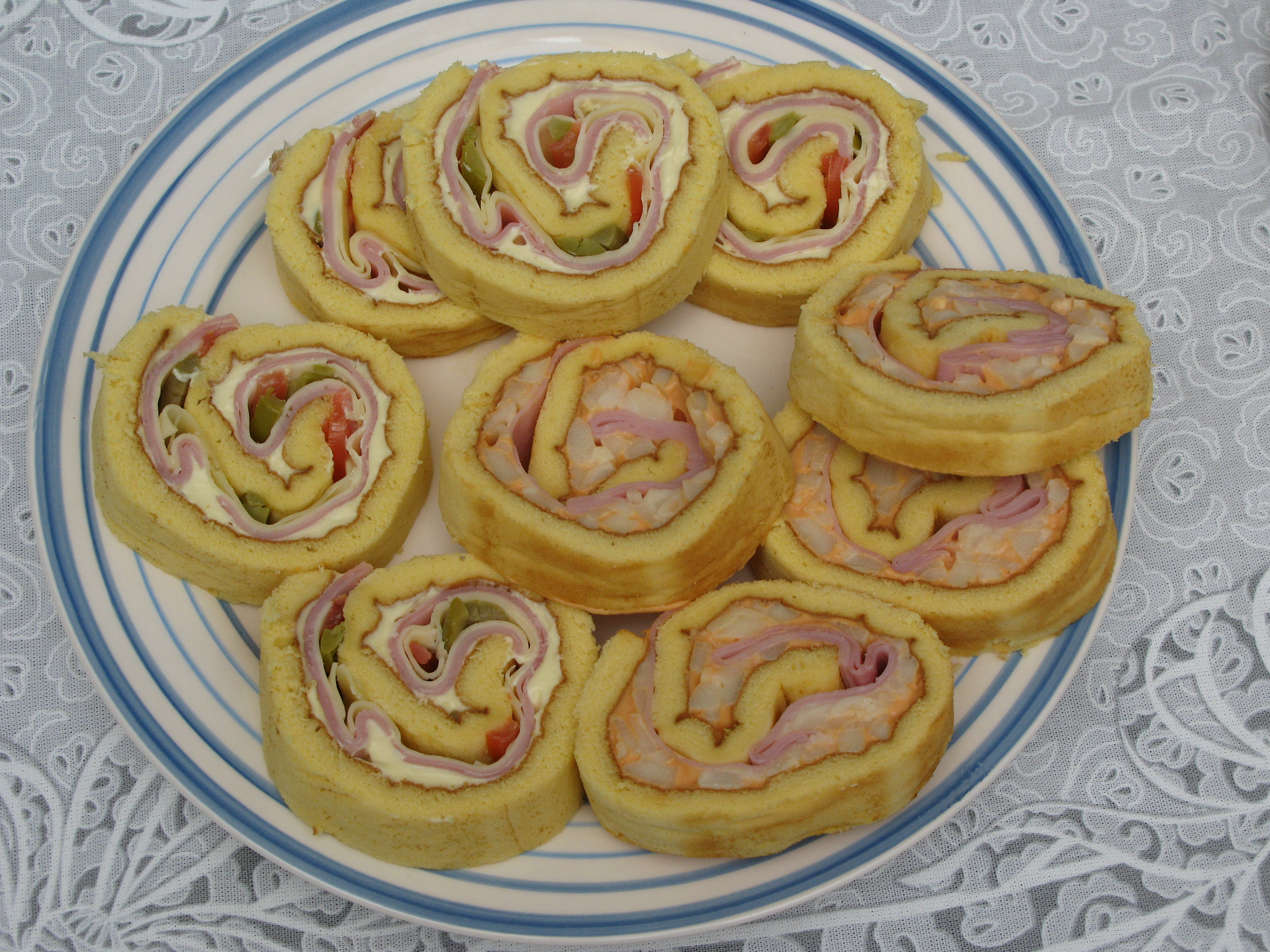
ハム、チーズ、野菜とサルサゴルフというソースがつかわれたアルゼンチンのピオノノ
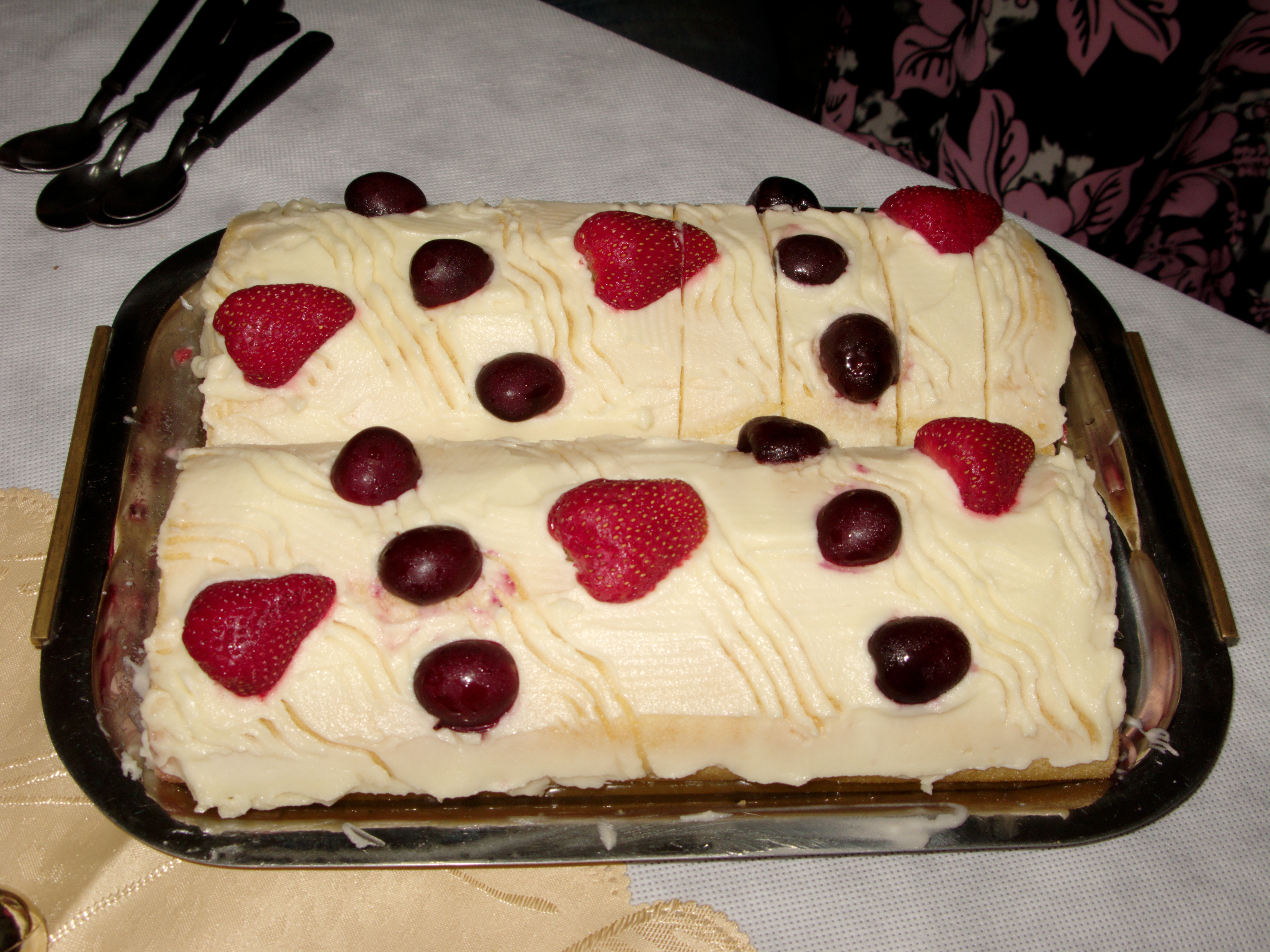
アルゼンチン
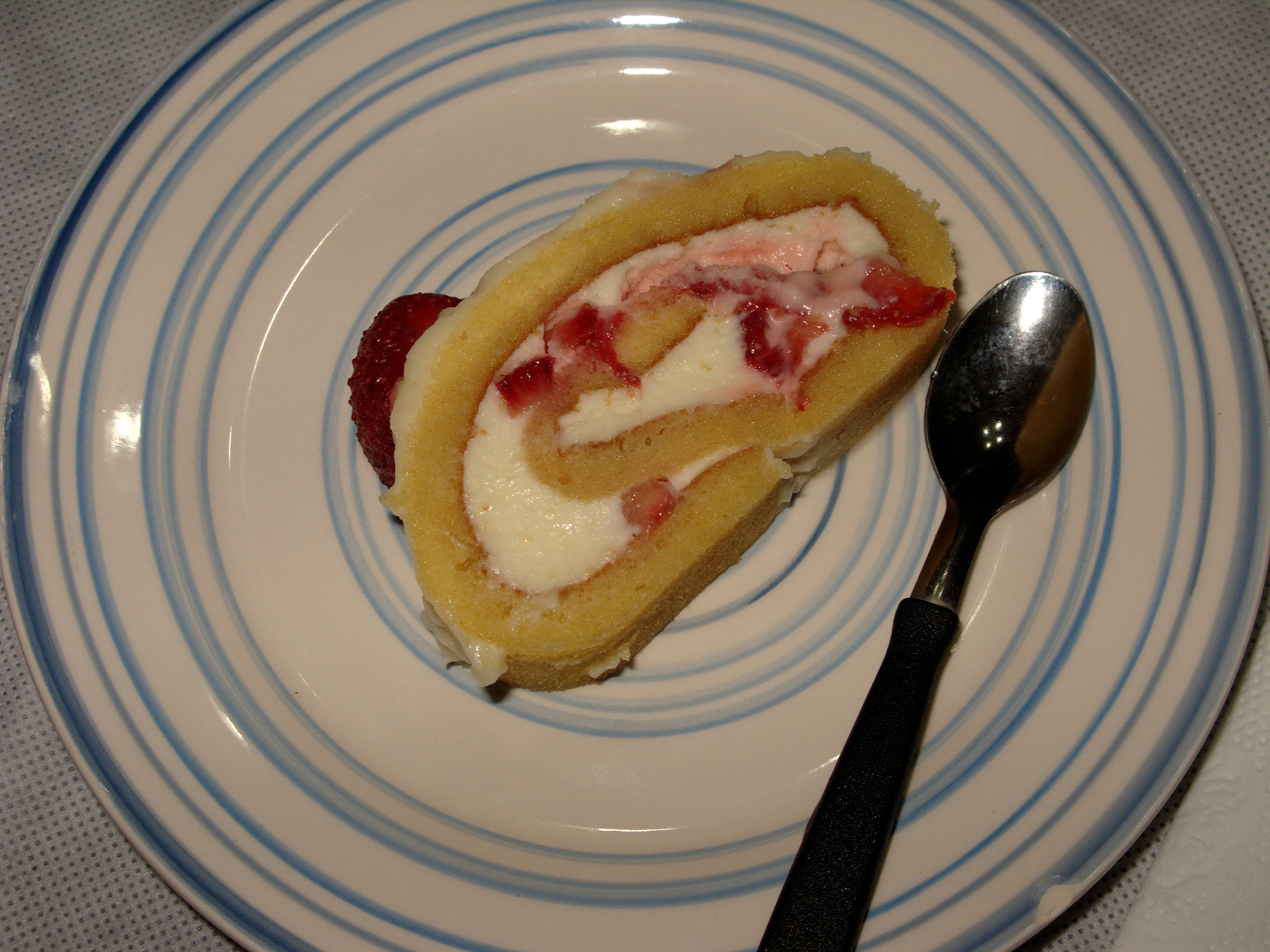
アルゼンチン
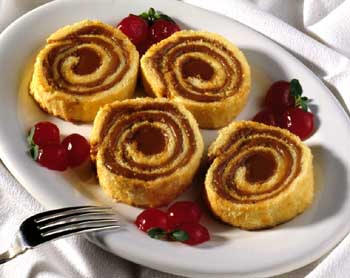
ドゥルセ・デ・レチェを使ったピオノノ（アルゼンチン）
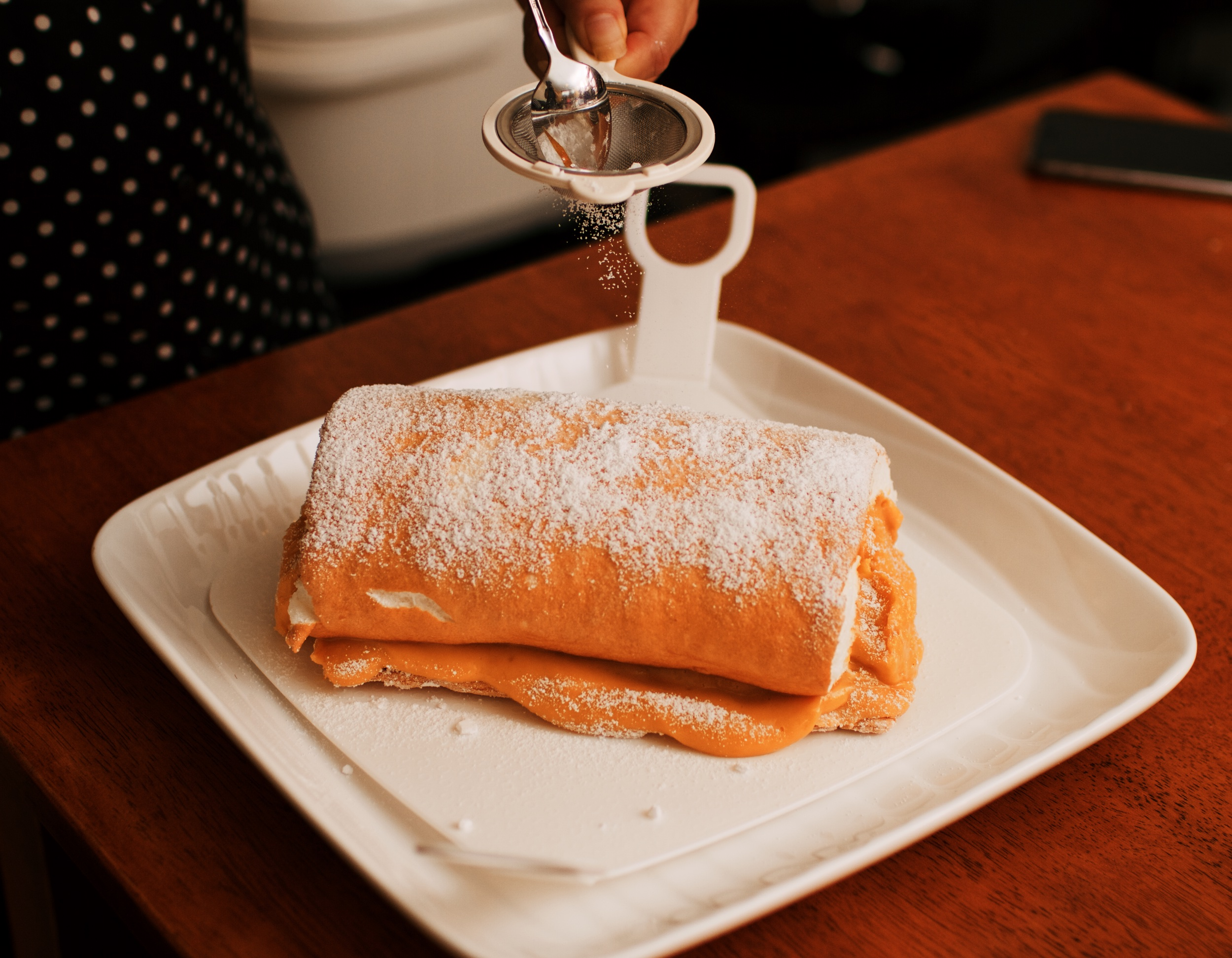
フィリピンのブラソ・デ・メルセデス （メレンゲロール）
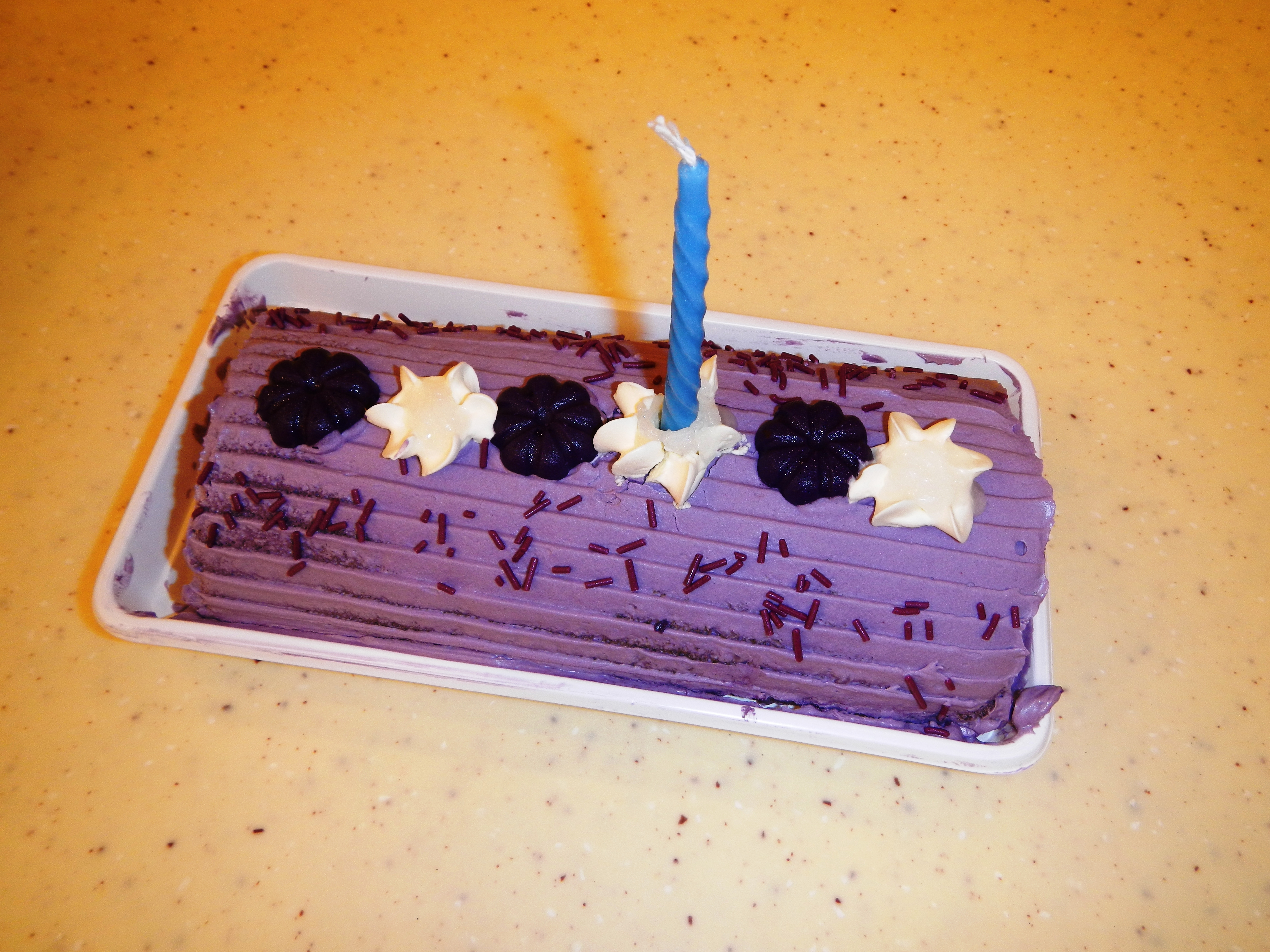
ウベを使ったマカプノ（フィリピン）